# XX Возничего
XX Возничего (лат. XX Aurigae) — двойная затменная переменная звезда типа Беты Лиры (EB) в созвездии Возничего на расстоянии приблизительно 3664 световых лет (около 1123 парсеков) от Солнца. Видимая звёздная величина звезды — от +14,6m до +13,1m. Орбитальный период — около 5,4123 суток.

## Характеристики
Первый компонент — жёлтая звезда спектрального класса G. Радиус — около 3,65 солнечных, светимость — около 10,798 солнечных. Эффективная температура — около 5474 К.